# Берчевац
Берчевац (на сръбски: Берчевац или Berčevac; на албански: Bërçeci) е село в Югоизточна Сърбия, Пчински окръг, община Прешево.

## Население
Албанците в община Прешево бойкотират проведеното през 2011 г. преброяване на населението.
Според преброяването на населението от 2002 г. селото има 19 жители.

### Етнически състав
Данните за етническия състав на населението са от преброяването през 2002 г.
- албанци – 18 жители (94,73%)
- неизвестно – 1 жител (5,26%)